# Theodor Fischer

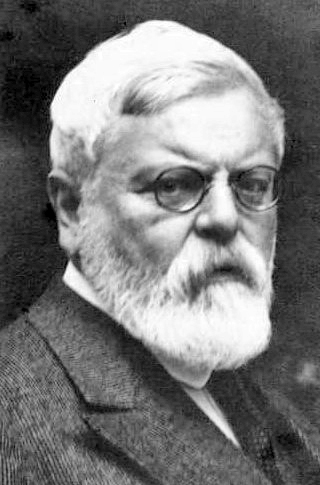
Theodor Fischer, 1933.

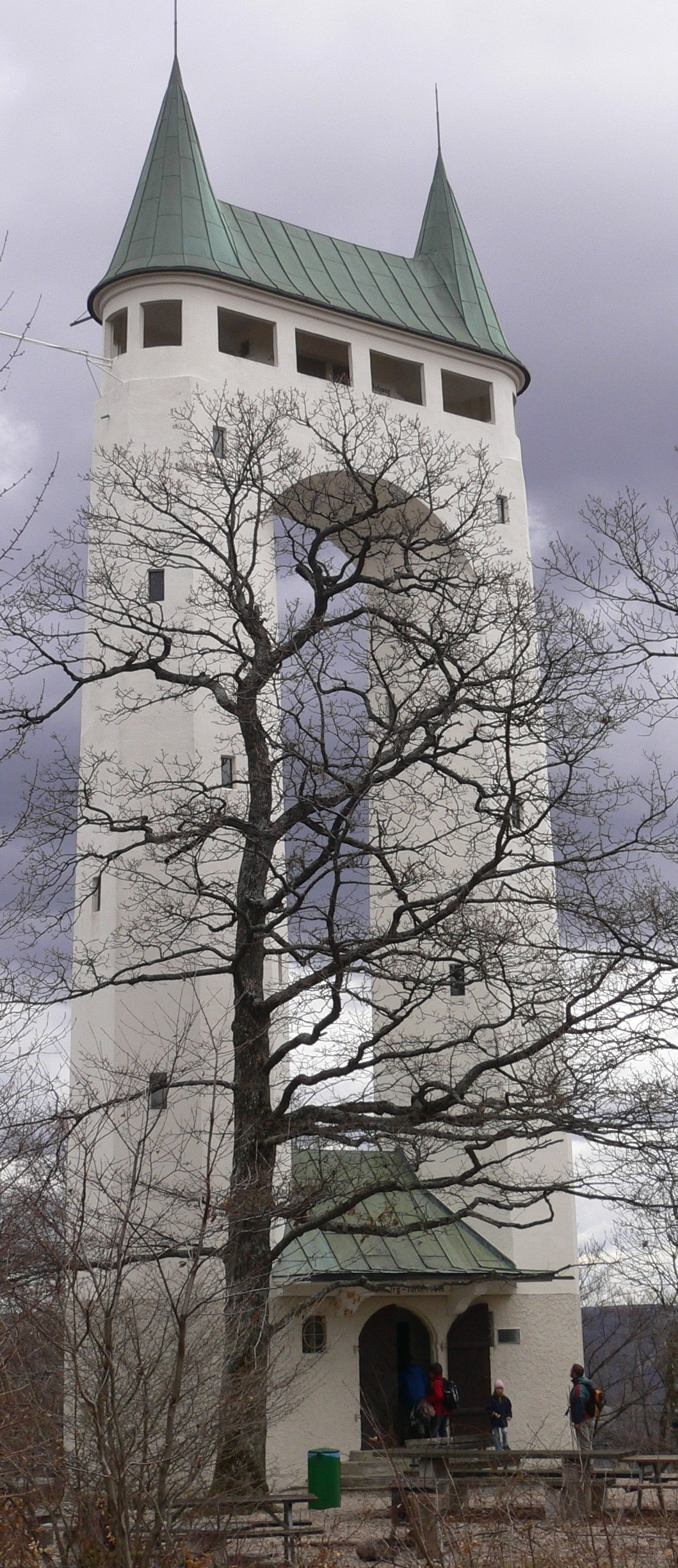
Vista della Torre Schönberg presso Pfullingen.

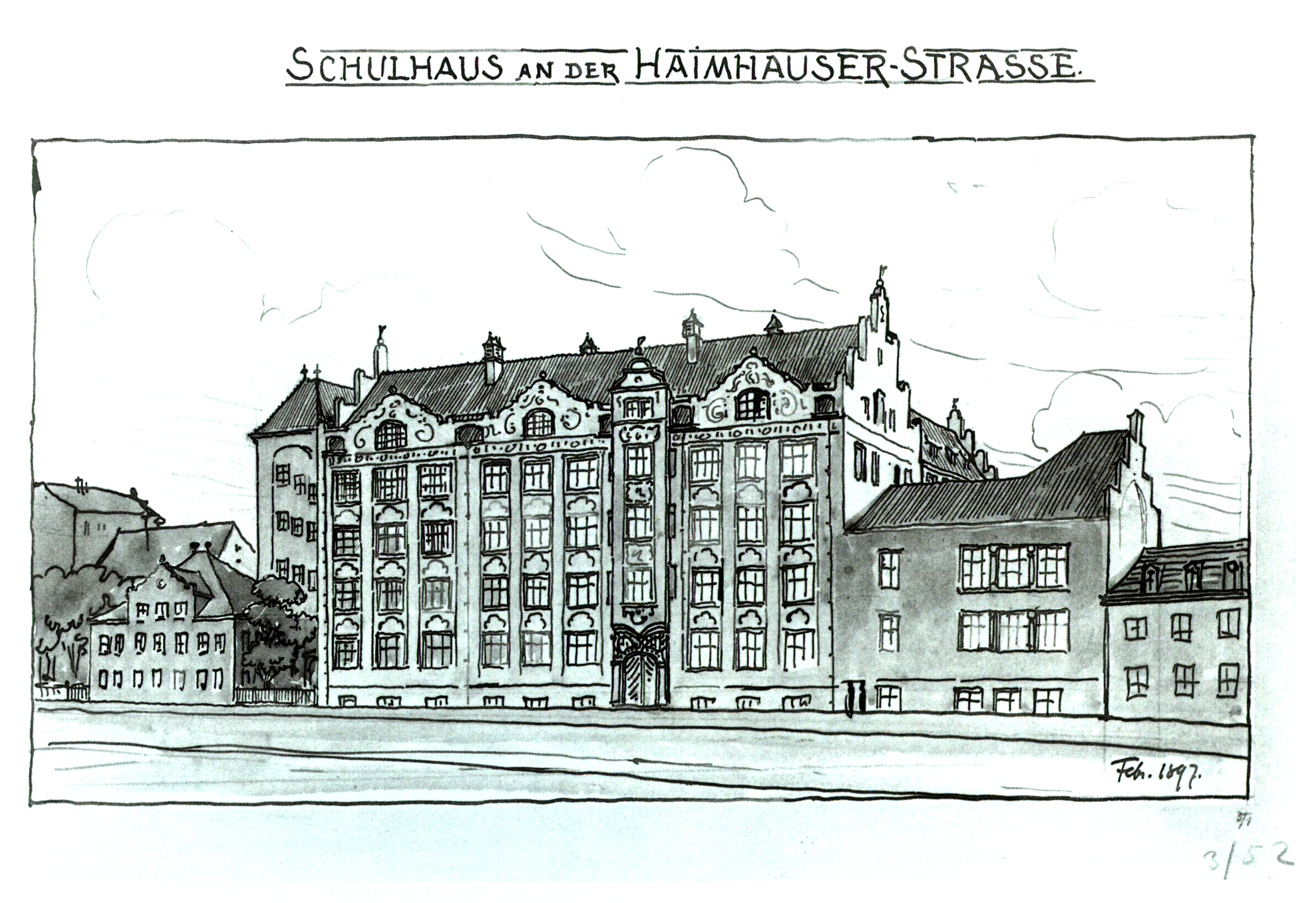
Progetto per la scuola in Haimhauser Straße a Monaco di Baviera, 1897.

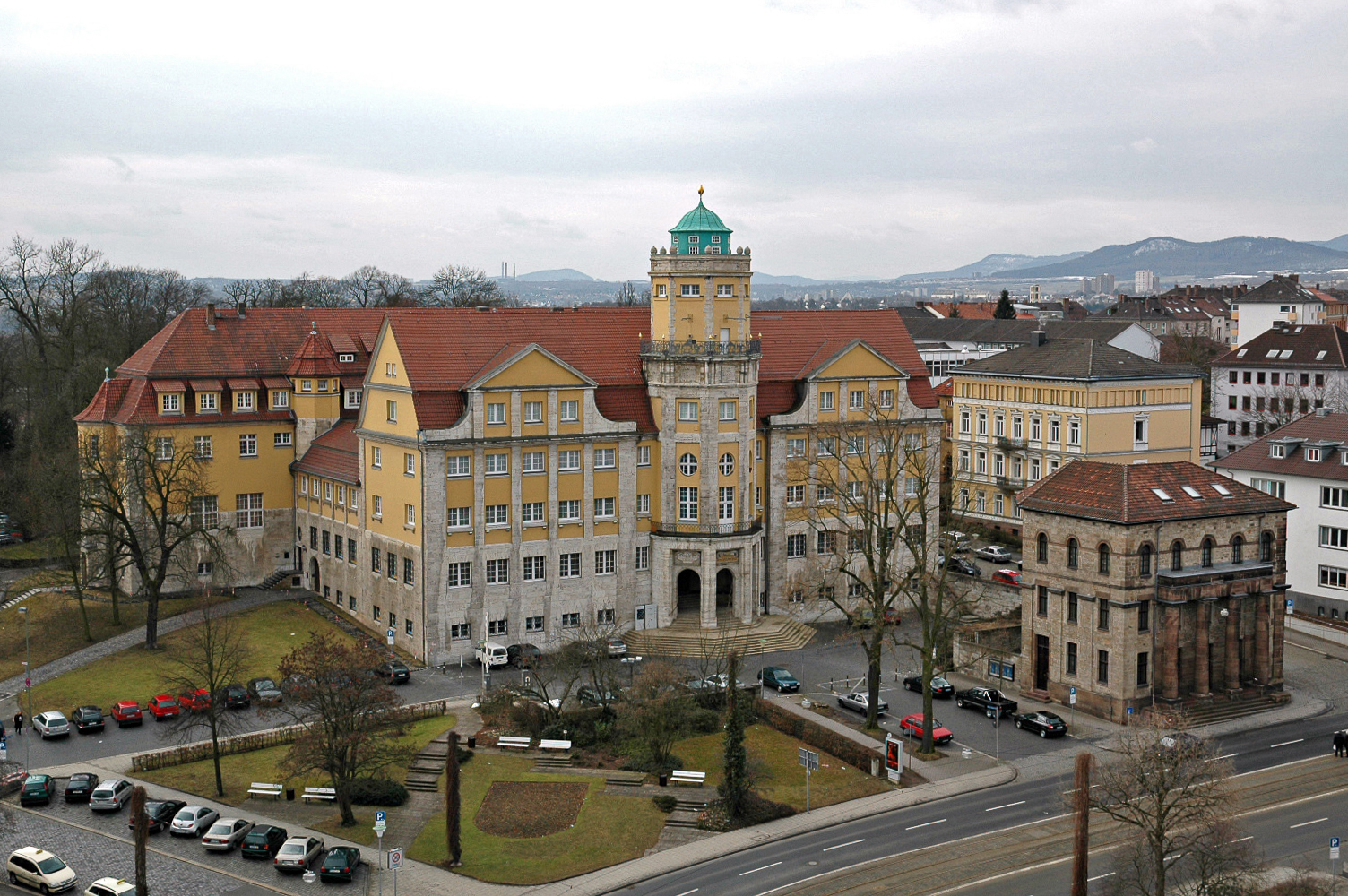
Hessisches Landesmuseum a Kassel, 1907–1912.

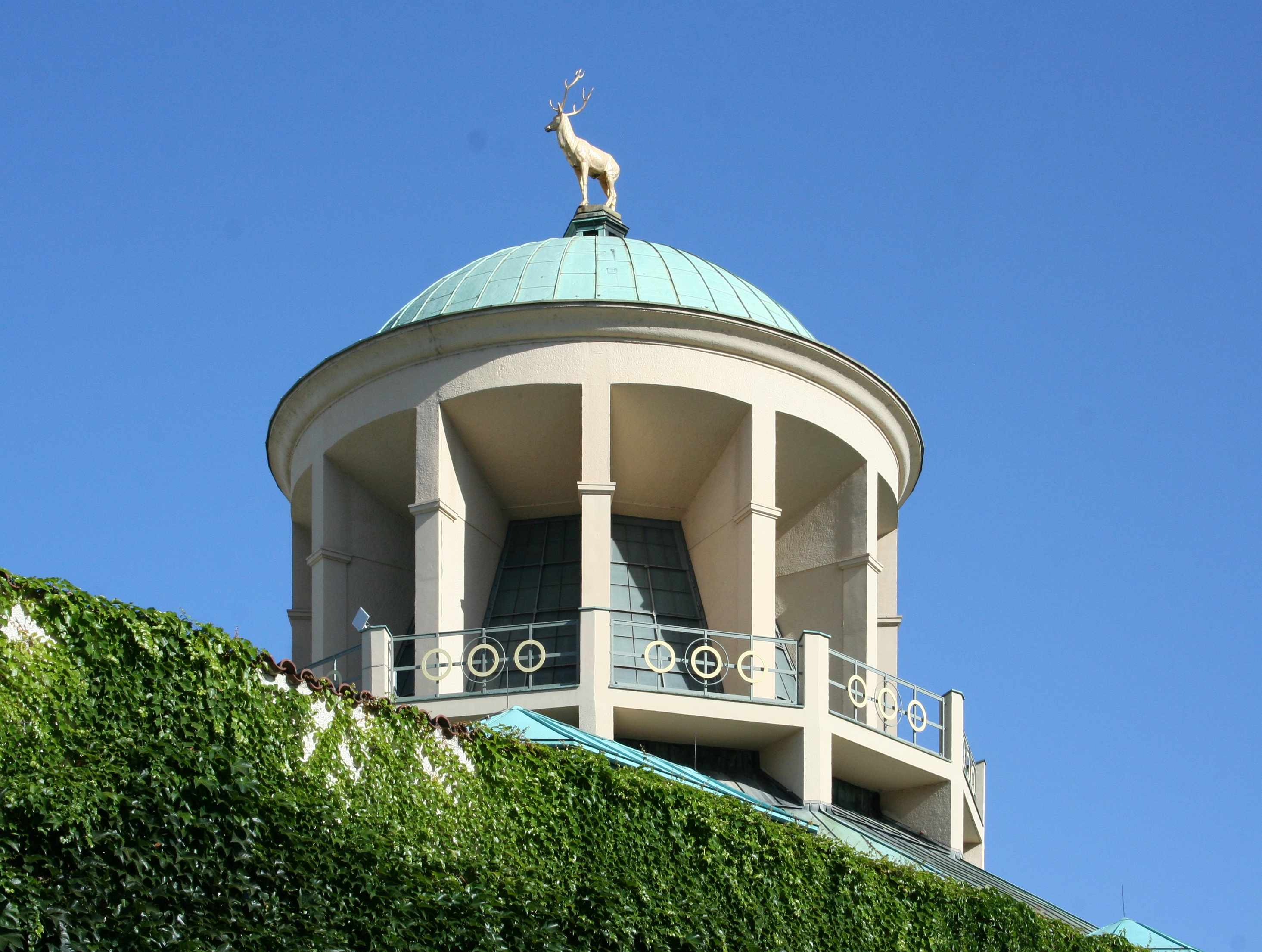
La cupola del Kunstgebäude Stuttgart, ricostruzione del 1956–1961.

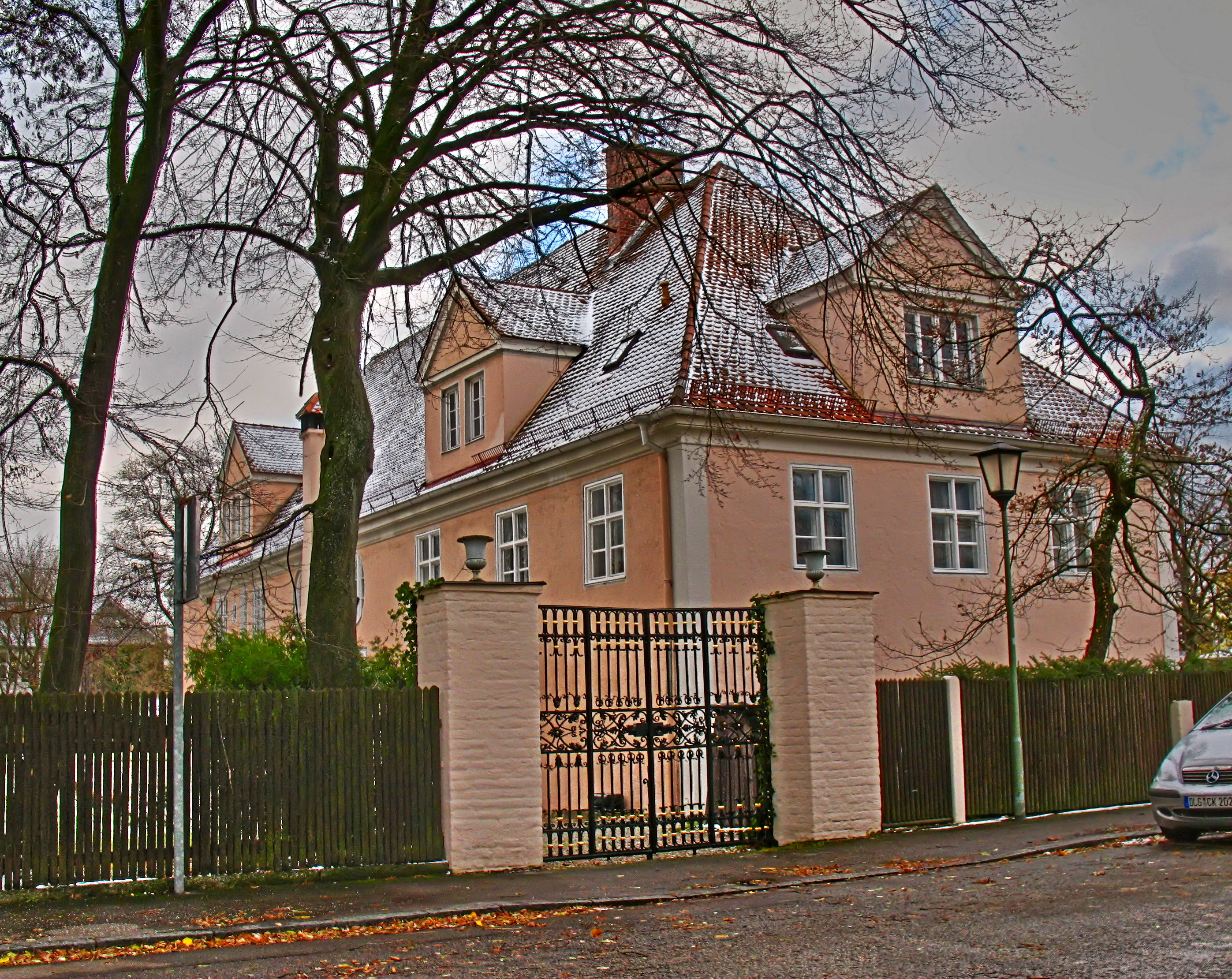
Il Laimer Schlössl di Monaco-Laim.

Theodor Fischer (Schweinfurt, 28 maggio 1862 – Monaco di Baviera, 25 dicembre 1938) è stato uno scultore, architetto, urbanista e professore tedesco, attivo dalla fine del XIX secolo fino agli anni venti del XX.

## Biografia

### Nascita e studi
Theodor Fischer nacque a Schweinfurt, in Baviera, sesto figlio di Ferdinand e Friederike. Dopo la morte precoce del padre, grossista di indaco, legna per colorare e lana, iniziò a frequentare nel 1869 il locale ginnasio umanistico (l'attuale Celtis-Gymnasium), dove mostrò precocemente le proprie attitudini al disegno ed alla caricatura. Tra il 1880 ed il 1885 studiò architettura presso l'Università tecnica di Monaco. Fu allievo di Friedrich von Thiersch, così come del suo assistente Karl Hocheder - maestro del disegno architettonico - e fu ben presto introdotto allo studio dell'architettura antica e delle proporzioni dal fratello del professore, August von Thiersch.
Si distaccò ben presto, però dallo Storicismo appreso dai Thiersch per sviluppare un proprio stile, legato alle caratteristiche socio-culturali del luogo di costruzione, oltre allo stile di vita degli utenti ed abitanti di ogni singolo edificio. Cercò di affrontare in quest'ottica la progettazione e realizzazione di numerosi edifici abitativi, ecclesiastici e pubblici.

### Inizi professionali
Terminati gli studi, Fischer iniziò a lavorare a Berlino presso l'ufficio costruzioni del Reichstag, sotto la direzione di Paul Wallot. Nella capitale frequentò anche seminari all'università e fece importanti conoscenze, tra cui spiaccano quella di Otto Rieth - che in seguito sarebbe divenuto suo collega all'Università - e Wilhelm Rettig, futuro direttore dell'ufficio urbanistica (Stadtbauamt) della città di Monaco che proprio Fischer avrebbe convocato per pianificare l'espansione cittadina.
Dopo l'esperienza di uno studio in società con l'architetto di Dresda Richard Reuter, durata dal 1889 al 1892, lavorò brevemente a Monaco con Gabriel von Seidl. In qualità di direttore del settore dedicato all'espansione urbana dell'ufficio tecnico comunale, Fischer formulò tra il 1893 ed il 1901 un piano urbanistico generale che sarebbe rimasto vigente fino alla seconda guerra mondiale e che avrebbe caratterizzato il volto di numerosi quartieri della nuova Monaco.
La sua Münchner Staffelbauordnung - prima forma di piano regolatore - verrà ritenuta attuale fino all'inizio degli anni Novanta del XX secolo.

### Carriera accademica e maturità
Nel 1901 accettò una chiamata da parte dell'Università di Stoccarda, rimanendovi fino al 1908 in qualità di professore di progettazione legata all'urbanistica. Con la nomina a professore, ebbe inizio anche una brillante ed intensa carriera professionale; in contemporanea riuscì a catalizzare il consenso e l'attenzione delle generazioni più giovani, colpite dal suo metodo di insegnamento e dai suoi risultati architettonici. Fu, secondo quanto riportava l'architetto Fritz Schumacher, "il maestro di un'intera generazione di architetti", quella che avrebbe dato forma alle città tedesche per i primi quarant'anni del XX secolo, sia secondo canoni tradizionalisti che progressisti.
Rappresentanti di quella che durante la Repubblica di Weimar veniva definita Stuttgarter Schule (tra cui si annoveravano, ad esempio, Paul Schmitthenner ed Heinz Wetzel) si riferivano in effetti a Fischer indicandolo come proprio „padre spirituale“. Nel proprio ufficio lavorarono personaggi dalle visioni fortemente contrastanti quali Bruno Taut e Paul Bonatz, che sarebbe divenuto suo successore alla cattedra di Stoccarda e, durante gli anni Quaranta del XX secolo, si sarebbe rilevato suo feroce critico, dopo aver iniziato a distaccarsi dalla sfera d'influenza del maestro a partire dai lavori per la Stazione di Stuttgart Hauptbahnhof.
Egli rimproverava a Fischer la mancanza di ordine, la carenza di chiarezza e sistematicità nella sua produzione architettonica e nei suoi piani urbani, così come criticava i suoi edifici scolastici di Monaco e l'Università di Jena, che definì „fränkisch verknödelt“.
Nel 1908 Fischer fece ritorno come professore a Monaco, insegnando tecnica della costruzione all'Università tecnica di Monaco, dove era già stato attivo in qualità di professore incaricato. Durante il medesimo anno l'Università di Jena decise di conferirgli, in occasione del completamento delle opere di realizzazione dell'edificio principale dell'ateneo, la Laurea honoris causa.
I suoi pensieri riguardanti l'urgenza di una riforma degli studi vennero pubblicati nel 1917 sul „Manifest für die deutsche Baukunst“, nel quale propugna veementemente una nuova formazione per gli studenti d'architettura: dopo due anni di studi universitari sarebbero dovuti seguire tre anni di apprendistato sotto la guida di un architetto già qualificato.
Bruno Taut riprese questi propositi nel proprio „Architektur-Programm“, che a sua volta sarebbe stato la base su cui venne elaborato il Manifesto e programma del Bauhaus statale di Weimar. Nonostante lo scetticismo verso questa nuova maniera di costruire, Theodor Fischer non si esentò dal difenderlo dalle persecuzioni naziste, che lo bollavano come spregiativamente „bolscevico“ e contro lo spirito dell'arte germanica: lo fece sia nel 1932, in un appello per il mantenimento del Bauhaus, che nell'ottobre del 1933, in un discorso tenuto davanti al gotha del partito nazista nella Sala dorata del municipio di Augusta concernente il Kampfbund für deutsche Kultur, la Lega Militante per la Cultura Tedesca voluta da Alfred Rosenberg. Dopo ciò, Fischer - già professore emerito a Monaco -  venne, secondo quanto da lui stesso affermato „messo in disparte e diventò impopolare.“ Venne rimpiazzato da German Bestelmeyer, progettista dell'ampliamento dell'Università di Monaco e del Deutsches Museum.

### Morte ed eredità culturale
Thedor Fischer morì il 25 dicembre 1938 nel Laimer Schlössl, la propria residenza a Monaco di Baviera nella quale aveva trascorso trent'anni insieme alla moglie Therese e nei cui pressi aveva allestito il proprio ufficio. Venne sepolto , accompagnato solo da pochi intimi, nel cimitero cittadino di Waldfriedhof e la sua figura cadde nel dimenticatoio.
Nel 1946 i suoi allievi sopravvissuti alle distruzioni della guerra decisero di fondare il Theodor-Fischer-Institut e si misero in cerca - ispirati da un ciclo di conferenze pubbliche tenute da Walter Gropius - di soluzioni da proporre per la necessaria ricostruzione. Gli eredi dei suoi figli  - Wilhelm Fischer (1894-1945) e Lore Wetzel (1896-1987) - ottennero che venisse realizzata una retrospettiva in occasione del cinquantennale dalla scomparsa, compresa una raccolta critica delle opere dell'architetto.
Winfried Nerdinger lo descrisse riconoscendo all'interno del suo operato il tocco del più influente e significativo architetto antecedente la prima guerra mondiale, in grado di lasciare in eredità più di cento opere complete, senza contare i progetti non realizzati, le partecipazioni ai concorsi e gli schizzi a carattere teorico. La ricca attività didattica, i numerosi saggi e contributi per giornali specializzati offrono un'ampia veduta sul suo pensiero, dialettico tra antico e nuovo, tradizione e innovazione.
Il contributo architettonico di Fischer è caratterizzato dal particolare momento storico di transizione in cui visse, durante il quale si incrociarono e convissero gli ultimi strali di Storicismo e gli albori dell'architettura moderna.
Theodor Fischer fu nel 1907 cofondatore e primo presidente del Deutscher Werkbund (Lega tedesca artigiani) e socio della Deutschen Gartenstadt-Gesellschaft DGG (Associazione tedesca di Città giardino DGG). Fu consigliere e fattivo collaboratore nella creazione della prima Città giardino di Dresda-Hellerau.

## Allievi di Theodor Fischer
| - Richard Riemerschmid - Dominikus Böhm - Paul Bonatz - Ella Briggs - Hugo Häring - Ernst May - Erich Mendelsohn - J. J. P. Oud - Bruno Taut | - Heinz Wetzel - Lois Welzenbacher - Oskar Pfennig - Martin Elsaesser - Paul Schmitthenner - Sigurd Lewerentz - Herbert Rimpl - Willibald Braun - Oskar Pixis | - Gustavo Pulitzer-Finali |

## Edifici
L'elenco presenta le opere completate da Theodor Fischer in ordine cronologico secondo l'anno di creazione del primo progetto. La realizzazione effettiva può essere avvenuta in un secondo periodo.
| - Casa d'abitazione a Monaco-Neuhausen, 1894 - Bismarckturm (torre dedicata a Bismarck) a Berg, presso il Lago di Starnberg, 1896–1899 - Volksschule (Scuola elementare) in Haimhauser Straße a Monaco di Baviera, 1897 - Casa d'abitazione Wunderlich a Stoccarda, 1898 - Casa d'abitazione Seifert a Würzburg, 1898 - Volksschule (Scuola elementare) in Guldeinstraße a Monaco di Baviera, 1899 - Gewerbeschule (Scuola industriale) in Luisenstraße a Monaco di Baviera, 1899 - Erlöserkirche (Chiesa del Redentore), in Münchner Freiheit a Monaco di Baviera, 1899–1901 - Städtische Höhere Mädchenschule (Scuola superiore femminile cittadina) a Monaco di Baviera, 1900 - Volksschule (Scuola elementare) in Elisabethmarkt a Monaco di Baviera, 1900 - Münchner Marionettentheater (Teatro delle marionette di Monaco) in Blumenstraße a Monaco di Baviera, 1900 - Luitpoldbrücke (Ponte Principe reggente) a Monaco di Baviera, 1900–1901 - Casa d'abitazione Riemerschmid a Monaco-Pasing, 1900 - Chiesa Evangelica a Wolfratshausen (ampliamento), 1901 - Gebsattelbrücke a Monaco di Baviera, 1901 - Stephanuskirche (Chiesa di Santo Stefano) a Oberbessenbach (Landkreis di Aschaffenburg), 1901 - Casa d'abitazione Riemerschmid a Starnberg, 1901 - Chiesa Evangelica a Kirchberg an der Jagst-Gaggstatt, 1902–1905 - Teatro civico a Heilbronn, 1902 (costruzione 1911–13, demolizione 1970) - Wittelsbacherbrücke a Monaco di Baviera, 1902–1904 - Max-Joseph-Brücke a Monaco di Baviera, 1902 - Volksschule (Scuola elementare) a Rothenburg ob der Tauber, 1902 - Leichenhaus (Obitorio) a Rothenburg ob der Tauber, 1902 - Gmindersdorf, Colonia operaia della ditta Ulrich Gminder GmbH a Reutlingen, 1903–1915 - Casa d'abitazione a Stoccarda, 1903 - Edificio postale a Friedrichshafen, 1904 - Magazzino a Stoccarda-Ostheim, 1904 - Pfullinger Hallen („Sala sportiva e per concerti“ per l'associazione Pfullinger Vereine), Pfullingen, 1904–1907 - Erlenhof a Pfullingen, 1904 - Ricostruzione della stazione ferroviaria di Plochingen, 1904 - Landesbank (Banca del Land) a Stoccarda, 1904 - Abitazioni operaie in Weberstraße a Stuttgart, 1904 - Edificio principale dell'Università di Jena, 1904–1908 - Casa d'abitazione a Kiel, 1905 - Volksschule (Scuola elementare) in Hirschstraße a Monaco di Baviera, 1905 - Schönbergturm, posta sull'omonimo monte a sud di Pfullingen e prospiciente sulla valle del fiume Echaz, 1905 - Piazza stazione a Merano (all'epoca facente parte dell'Impero austro-ungarico), 1905-06 - Gustav-Siegle-Haus (oggi Philharmonie) a Stoccarda, 1905 (costruzione 1910-1912, distruzione durante la seconda guerra mondiale e ricostruzione 1953-1954 ad opera di Martin Elsaesser) - Casa comune „Cornelianum“ a Worms, 1905–1913 - Volksschule (Scuola elementare) a Geislingen (Baden-Württemberg)-Binsdorf (Baden-Württemberg), 1906 - Case operaie a Pfullingen, 1906 - Heusteigschule a Stoccarda, 1906 - Chiosco per giornali a Stoccarda, 1906 - Erlöserkirche (Chiesa del Redentore) a Stoccarda, 1906–1908 - Rinnovamento della Chiesa Evangelica Johanniskirche a Brackenheim, 1906–09 - Ristorante nella Konversationshaus a Baden-Baden, 1907 - Casa monofamiliare a Friedrichshafen-Fischbach, 1907 - Volksschule (Scuola elementare) a Friedrichshafen, 1907 - Volksschule (Scuola elementare) a Höfen an der Enz, 1907 - Hessisches Landesmuseum (Museo del Land Assia) a Kassel, 1907–1912 - Studentato „Seeburg“ a Kiel, 1907 - Höhere Mädchenschule (Scuola superiore femminile ) a Sondershausen, 1907 - Sparkasse (Cassa di risparmio) a Freudenstadt, 1908 - Camsdorfer Brücke a Jena, 1908 - Pauluskirche (Chiesa di San Paolo), in precedenza Chiesa Evangelica Garnisonskirche, in Frauenstraße a Ulma, 1908–1910 | - Case monofamiliari nella città giardino di Hellerau, a Dresda, 1909 - Casa della lega studentesca „Germania“ a Jena, 1909 - Volksschule (Scuola popolare) e sala di preghiera a Lana in Alto Adige (all'epoca facente parte dell'Impero austro-ungarico), 1909 - Nuova edificio per la Polizia a Monaco di Baviera, 1909–1915 - Edifici d'abitazione a Monaco-Neu-Westend, 1909 - Case monofamiliari a Monaco-Neuwittelsbach, 1909 - Casa monofamiliare a Schweinfurt, 1909 - Kunstgebäude in Schloßplatz a Stoccarda, 1909–1913 (distrutto durante la seconda guerra mondiale, ricostruito con modifiche 1956–1961 da Paul Bonatz e Günther Wilhelm) - Casa monofamiliare e monumento funebre a Tubinga, 1910 - Edificio postale a Hall in Tirol (Austria), 1910 - Edifici d'abitazione della compagnia di costruzioni Westend a Monaco di Baviera, 1910 - Casa Glöckle a Schweinfurt, 1910 - Colonia d'abitazione operaia a Limburgerhof (Renania-Palatinato), 1911 - Kleinhauskolonie in Gunzenlehstraße a Monaco-Laim, 1911 - Casa estiva Fischer a Schlederloh (Valle dell'Isar), 1911 - Ricostruzione della Augustiner-Kirche (Chiesa degli Agostiniani) a Monaco di Baviera (in particolare la Weißer Saal, o Sala bianca)", 1914-15 Inserimento delle scale nel precedente coro - Castello a Forbach, 1912–1914 - Museum Wiesbaden a Wiesbaden, 1912–1915 - Casa monofamiliare a Kassel, 1913 - Chiesa Evangelica Interimskirche a Monaco-Laim (oggi denominata Paul-Gerhardt-Kirche), 1913 - Hotel e luogo di cura Quellenhof ad Aquisgrana, realizzati insieme a Karl Stöhr, 1913-1916 - Casa monofamiliare a Traunstein, 1913 - Landwirtschaftliche Winterschule (Scuola invernale agricola) a Fürth, 1914 - Salone principale della Werkbundausstellung (mostra del Deutscher Werkbund) a Colonia, 1914 - Volksschule (Scuola popolare) a Landau in der Pfalz, 1914 - Haushaltsschule (Scuola economia domestica) a Lindenberg im Allgäu, 1916 - „Gasthof zum Rößle“ a Lindenberg im Allgäu, 1916 - Insediamento produttivo per la Bayerische Geschützwerke a Monaco-Freimann, 1916 - Casa monofamiliare a Blaichach, 1918 - Edifici d'abitazione per la Baugenossenschaft a Marktredwitz, 1918 - Insediamento „Alte Heide“ a Monaco-Nordschwabing, 1919–1930 - Edifici per compagnia di costruzioni a Nördlingen, 1918 - Gasthaus (Ritrovo) per la Baugenossenschaft a Marktredwitz, 1918 - Casa monofamiliare a Monaco-Bogenhausen, 1919 - Edifici abitativi per la società edile a Schweinfurt, 1919 - Silo „Mühlturm“ a Bad Tölz, 1919 - Chiesa parrocchiale evangelico-luterana a Gauting, 1921-1928 - Ricostruzione del municipio a Nördlingen, 1921 - Casa d'abitazione a Bad Orb, 1921 - Edificio della Sparkasse (Cassa di risparmio) a Würzburg, 1921–28 - Edificio d'amministrazione per industria a Schweinfurt, 1923 - Scuola agraria a Kaufbeuren, 1924 - Chiesa evangelica Waldkirche a Planegg, 1925–1926 (considerata la principale tra le opere tarde di Theodor Fischer) - Casa monofamiliare a Sonthofen, 1925 - Chiesa Evangelica e Sala comunitaria a Monaco-Laim, 1925 - Scuola agraria a Nördlingen, 1925 - Casa monofamiliare a Bamberga, 1926 - Ledigenheim (Casa per scapoli) a Monaco di Baviera, 1927 - Kunsthaus in Goethestraße a Monaco di Baviera, 1928 - Garage e scuola guida a Monaco di Baviera, 1928 - Casa d'abitazione in Luisenstraße a Monaco di Baviera, 1928 - Capannone industriale a Bad Tölz, 1928 - Ampliamento della Löwenbrauerei a Monaco di Baviera, 1935 |

Fischer acquisì inoltre un edificio - risalente ai tempi del duca Massimiliano II Emanuele di Baviera e caduto nel frattempo in rovina - in Agnes-Bernauer-Straße a Monaco di Baviera e lo fece ampiamente rinnovare. Il cosiddetto „Laimer Schlössl“ rappresenta oggi una delle principali attrazioni del quartiere cittadino di Laim.

## Monumenti
- Tomba di famiglia Fischer a Schweinfurt, 1895
- Zierbrunnen a Monaco-Au, 1897
- Winthirbrunnen a München-Neuhausen, 1901 (distrutto in guerra)
- Denkmal 100 Jahre Bayern a Schweinfurt, 1902
- Monumento funebre a Berg sul lago di Starnberg, 1903
- Rückert-Fontana nel giardino del castello di Erlangen, 1904
- Monumento funebre a Worms, 1904
- Fontana presso la torre Bismarck a Lago di Starnberg, 1908
- Monumento funebre a Stoccarda, 1909
- Monumento Bismarck a Norimberga, 1911
- Monumento funebre a Tubinga, 1912
- Monumento funebre a Stoccarda, 1914
- Monumento funebre a Heidelberg, 1915
- Monumento ai caduti a Zabern (Alsazia), 1916
- Monumento funebre a Schweinfurt, 1917
- Monumento funebre a Tubinga, 1921
- Ulanendenkmal a Bamberga, 1921
- Monumento ai caduti a Schweinfurt, 1925
- Monumento funebre a Worms, 1925

## Riconoscimenti
- 1909: Laurea Honoris Causa all'Università di Jena
- 1919: Membro della Berliner Akademie der Bildenden Künste (Accademia berlinese di Arti figurative)
- 1922: Laurea Honoris Causa alla Technische Hochschule Stuttgart (Dr.-Ing. E.h.) (Politecnico di Stoccarda)
- Membro onorario della Oberste Baubehörde bavarese
- Goethemedaille per l'Arte e la Scienza
- Goldene Ehrenmünze der Landeshauptstadt München (Medaglia d'oro della città di Monaco di Baviera)

## Pubblicazioni (elenco parziale)
- Stadterweiterungsfragen mit besonderer Rücksicht auf Stuttgart. Deutsche Verlags-Anstalt, Stoccarda, 1903.
- Sechs Vorträge über Stadtbaukunst. R. Oldenbourg, Monaco di Baviera, 1920.
- Denkschrift zum General-Bebauungs- und Besiedlungsplan für Augsburg und Umgebung. Augusta, 1930.
- Gegenwartsfragen künstlerischer Kultur. Filser, Augusta, 1931.

## Filmografia
- (DE)  Theodor Fischer, Bayerischer Architekt und Städteplaner. Documentario di Bernhard Graf, Bayerischer Rundfunk, 2005.